# 赫爾塔利山
9°47′N 40°20′E / 9.78°N 40.33°E

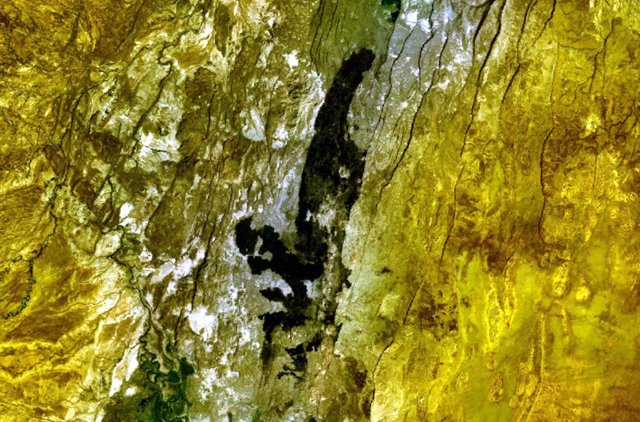

赫爾塔利山是埃塞俄比亞的火山，位於該國中部，處於首都亞的斯亞貝巴以東190公里，海拔高度900米，受潮濕副熱帶氣候影響，每年平均降雨量957毫米。